# Blackburnium monteithi
Blackburnium monteithi är en skalbaggsart som beskrevs av Henry Fuller Howden 1979. Blackburnium monteithi ingår i släktet Blackburnium och familjen Bolboceratidae. Inga underarter finns listade.